# 東バローチー語
東バローチー語（ひがしバローチーご、英: Eastern Balochi）は西イラン語群に属する言語である。パキスタンのバローチスターン州北東部、シンド州北西部、パンジャーブ州南西部で話されている。マクロランゲージであるバローチー語を構成する言語の一つである。

## 言語名別称
- 東部バローチー語
- Baloci
- Baluchi
- Baluci
- Eastern Hill Balochi